# ネ20 (エンジン)

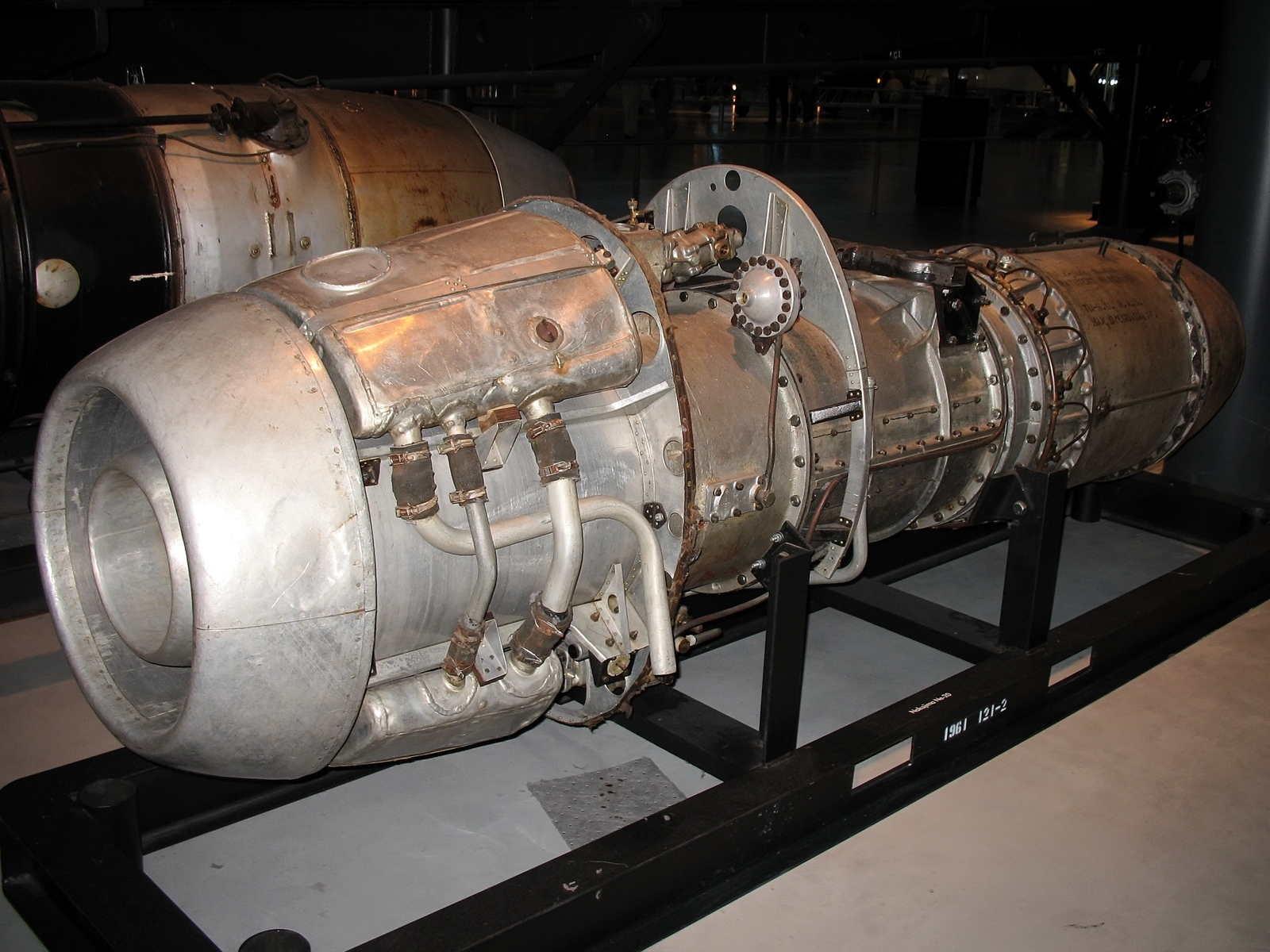
アメリカの国立航空宇宙博物館に展示されているネ20

ネ20は、1945年に開発され、日本で初めて実用段階に達したターボジェットエンジンである。海軍航空技術廠（空技廠）が中心となって研究・開発が進められ、ほぼ同時に試作された特殊攻撃機橘花へ搭載された。なお、型式名の「ネ」は「燃焼噴射推進器」の頭文字である。

## 開発
第二次世界大戦当時、日本ではドイツやイギリス、イタリアと並び噴流式発動機（ジェットエンジン）の独自開発が進んでいたものの、これらの国とは違いまだジェット戦闘機などという形で実用化されていなかった。しかし種子島時休海軍技術大佐（後の日産自動車顧問）の下でネ10・ネ10改（推力230kg）、ネ12（推力300kg）・ネ12Bなど、豊富な開発経験の蓄積があった。
1944年夏に、高速で高高度を飛行して敵の迎撃をかわし、目標まで到達するというコンセプトの攻撃機である橘花の開発において、機体にはそのような高速飛行を実現できるターボジェットエンジンの搭載が決定された。
そこで、研究を続けていた噴流式発動機の研究を基に、空技廠と石川島重工業が軍民一丸となって開発を進めることとなった。開発の過程で問題になったのは耐熱性素材の確保であった。当時はコバルトやニッケル等の希少金属の使用が制限されており、止むを得ずステンレス鋼が使用された。開発は当初、神奈川県の横須賀市追浜にあった空技廠で進められたが、後に疎開して秦野市にある専売局の倉庫で実験が行われた。
また、1944年7月にドイツからもたらされたBMW 003の図面を基にしているが、完全なコピーでない。そもそも図面の大部分と実物のエンジンが積載されていた伊号第二九潜水艦が撃沈された事により海没しているのでコピーのしようがなかった。
ネ20は12基試作され、4基が地上試験、1基が空中実験に供されて残りが橘花の飛行試験に充当された。そして1945年8月までに約50基が量産された。終戦によって開発は中断されたが、その経験は戦後初の日本製ジェットエンジンであるJ3の開発に活かされている。

## 特徴

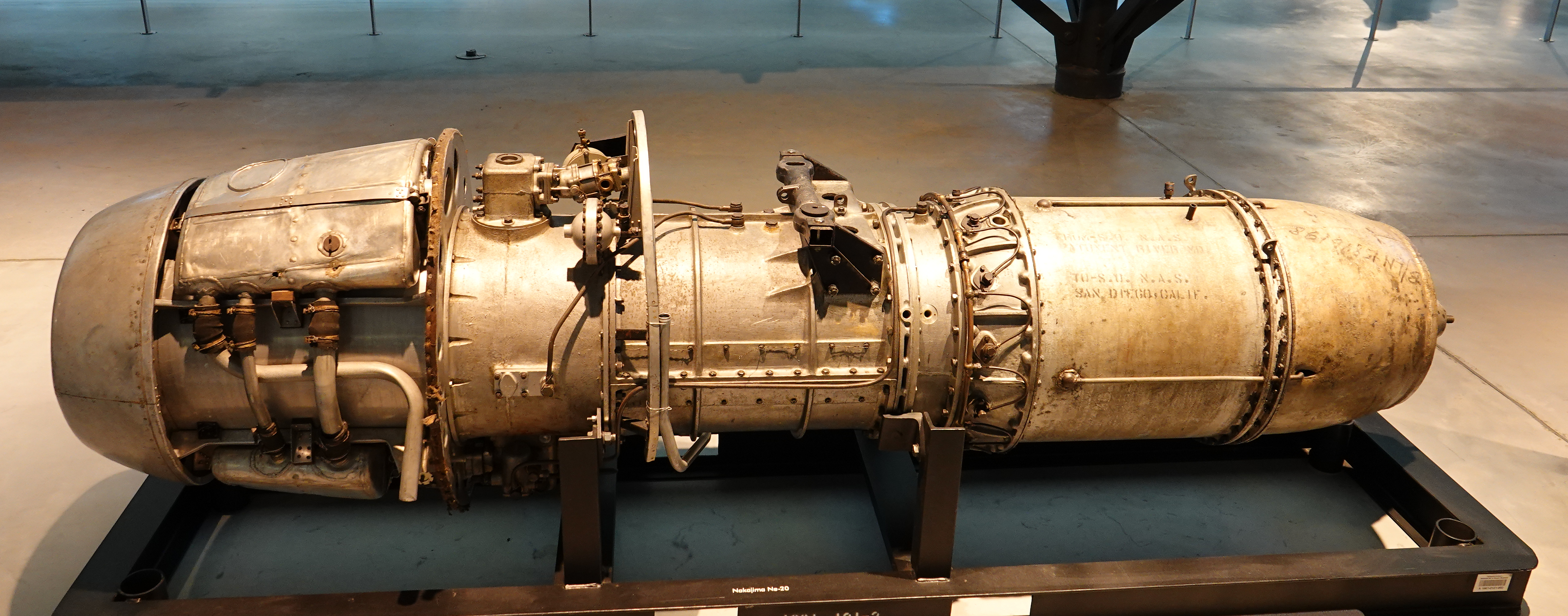
アメリカの[スミソニアン国立航空宇宙博物館 スティーブン F. ユードバー＝ハジー・センターに展示されているネ20

ネ20はドイツの軸流式ターボジェットエンジンBMW 003を参考として作られていた。当時日本では、「TR10」エンジンの開発が進んでいたが、ドイツの資料を得た翌月には陸海軍でジェットエンジンの共同試作がされ、名前を「ネ10」エンジンに改められた。続いてネ10エンジンに4段の軸流段を追加した「ネ10改」をまとめ、さらに「ネ12」、「ネ12改」の開発を進めたが、TR10エンジンからの問題点を引きずっていた。「ネ12エンジンは中途半端なので一切ご破算にし、出直す方が賢明である」との意見から、BMW003を参考に、新たな「ネ20」（推力475kg）の開発に着手する事となった。ただしBMWエンジンの図面を見た開発陣は、これまでのエンジンの開発の方向性が間違っていなかったとして、かえって自信を取り戻したという。実際にもネ-20開発はゼロからのやり直しではなく、今までの開発経験が生かされており、外部の技術を参考にした開発計画の継続と言える。1945年6月ようやく完成に漕ぎつけた。
軸流式圧縮機を8段備え、圧縮比は約3.1であった。稼働時間（耐久時間）は数十時間と短く、同時期にイギリス、ドイツ等、諸外国で開発された同種のジェットエンジンに比べて短かった（戦後のクライスラー社による試運転では、11時間46分の試運転の後、タービンのザイグロ検査を実施するも、クラックは認められなかった）。耐久性の低さの原因は複数あるが、タービンの素材としてニッケル、コバルトを主成分とした耐熱材料が得られなかった事や、英国やドイツではタービンブレードをタービンディスクに取り付ける部分をはめ込みまたはネジ止めにして熱応力を逃がすと共に、ディスクとブレード間の摩擦によって振動を減衰していたのに対し、ネ20ではそのような構造を用いなかったためにタービン取り付け部に亀裂が生じた事がその主因であった。また、工作精度の低さ等により推力軸受座金（通称プロペラリング）の焼きつきが起こったが、その部材に小柴定雄博士（当時；日立製作所、現；日立金属安来工場冶金研究所）の合金設計したCr-W鋼（クロムとタングステンを含む鋼）を用いることで何とか実用化にこぎつけた。燃焼室にもステンレス鋼を使用したが、後に軟鋼をアルミニウム浸漬して表面に硬化耐食性を持たせるようにした。なお、BMW 003等では高圧空気（ブリードエア）を燃焼室の壁面から噴出させることによって、燃焼炎が燃焼室壁面に直接当らないように工夫されていた。

## 戦後
戦後に生産されていたネ20は、東側諸国への秘密保持のためにことごとく破壊された。これを免れ僅かに残っていたものも研究・試験のためアメリカ軍によりアメリカ本土に持ち去られるなどし、日本には一基も残らなかった。ネ20エンジンは世界で3基現存しており、その内2基はアメリカにある。この2基は終戦間際に中島飛行機小泉製作所で製造されて橘花試作2号機に搭載された。終戦後はアメリカ軍に鹵獲され、アメリカ本土のパタクセント・リバー海軍航空基地に輸送された。後にサンディエゴ海軍基地を経て、現在のポール・E・ガーバー保管施設で保管されている。1990年代は保管施設の薄暗い所にある棚最上段に2基、アルミ箔で包まれ、防錆油で茶色くなっていたものの良好な状態で保管されていた。2003年にスミソニアン航空宇宙博物館の別館が新設される計画が進められており、保管施設に眠っている古いエンジンもそれに備えて、正規の台車に載せ替える作業が1997年頃に始まった。保管施設内には素性が不明確なエンジンも幾つかあり、各エンジンの素性調査も行なっていた。そんな中、ネ20も数十年ぶりに棚から下ろされ調査が始まった。調査の結果、ネ20エンジンであることが断定され、1基のフロントフレームには赤ペンキで「2」と書かれていた。興味深いことに終戦後に小泉製作所にて橘花試作2号機を写した写真には、このエンジンと全く同じ位置、形で「2」と書かれていた。このことから保管施設にあったネ20は試作2号機に搭載されたエンジンであることが判明した。他には燃焼器ケーシングには英語で「パタクセント・リバー海軍航空基地からサン・ディエゴ海軍航空基地へ」と書かれていた。調査後は洗浄され、1基は新たに新設される別館に展示されることとなり、現在はユンカース・ユモ004の隣に展示されている。「2」と書かれたエンジンは引き続き、ポール・E・ガーバー保管施設にて保管されている。
あと1基は日本国内に唯一現存してある。このエンジンは終戦後に米海軍に鹵獲され、米国本土に輸送された。1945年秋からクライスラー社では米海軍との契約でXT-36-D2ターボプロップエンジンの開発に着手したが、ガスタービンの試験技術の習得のため海軍から２台のネ20が支給された。1台目のエンジン本体はアナコスティアの航空情報センターから支給され、また圧縮機とタービンホールは、ミドルタウンの航空補給処からライトフィールド経由で支給された2台目のエンジンから部品取りされたものである。1台目の圧縮機とタービンホールおよび2台目のエンジンの残りの部品の行方は不明で、圧縮機は試験中に破損、フラックが多発したタービンホイールは破棄された可能性が高い。運転試験は実に11時間46分であった。クライスラー社の運転試験後は、ノースロップ工科大学に渡ったり、教材庫の片隅に保管された。1961年に舟津良行氏が同大学でジェットエンジンの整備の研修をしていた際にネ20を発見し、エンジンドーリーや計器盤を製作して校庭でエンジン運転を試した。1973年10月に航空自衛隊入間基地にて国際航空宇宙ショーを契機に、このネ20を日本に返還、展示したいとのことで同氏が大学と交渉し、「永久無償貸与、返還要求なし」を条件で航空宇宙ショーでの里帰りと展示が実現した。ちなみに、この国際航空宇宙ショートではネ20と同様、四式戦闘機も返還を前提に展示飛行することが実現した。その後、ネ20は石川島播磨工業株式会社(現:IHI)にて分解整備が行われ、とても良好な状態で保管していた。日本でもこのネ20を運転する考えがあったが、分解検査中にタービンに亀裂があることが判明し、断念せざるを得なかった。現在はIHIそらの未来館の目玉として適切に展示されている。

## ネ20改
コンプレッサーの効率を向上させ、その分コンプレッサーの段数を減らして出力と燃費の改善を図った「ネ20改」が設計されたものの、設計のみで試作エンジンは作られなかった。国立科学博物館で設計図の現存が確認され、製作が検討されている。圧縮機が8段から6段へ減らされたが推進力は向上したとされる。橘花に搭載された場合、時速785kmとなりネ20より15%向上し、燃費は24%向上する。戦後、技術は発電機のタービン製作に生かされた。

## 諸元
| 名称       | 名称          | 名称          | ネ10（参考）           | ネ12（参考）           | ネ20                   |
| ---------- | ------------- | ------------- | ---------------------- | ---------------------- | ---------------------- |
| 形式       | 形式          | 形式          | ターボジェットエンジン | ターボジェットエンジン | ターボジェットエンジン |
| 寸法       |               |               |                        |                        |                        |
| 全長       | 1,650 mm      | 2,100 mm      | 3,000 mm               |                        |                        |
| 直径       | 850 mm        | 850 mm        | 620 mm                 |                        |                        |
| 重量       | 重量          | 重量          | 270 kg                 | 315 kg                 | 450 kg                 |
| 圧縮機     |               |               |                        |                        |                        |
| 形式       | 遠心式        | 軸流式+遠心式 | 軸流式                 |                        |                        |
| 段数       | 1段           | 4段+1段       | 8段                    |                        |                        |
| 圧力比     | 3.8           | 4.4           | 3.0                    |                        |                        |
| 燃焼器     |               |               |                        |                        |                        |
| 形式       | 予燃          | 予燃          | 複室直流環状           |                        |                        |
| 個数       |               |               | 1個                    |                        |                        |
| タービン   |               |               |                        |                        |                        |
| 形式       | 軸流式40%反動 | 軸流式20%反動 | 軸流式                 |                        |                        |
| 段数       |               |               | 1段                    |                        |                        |
| 圧力比     | 3.2           | 3.5           |                        |                        |                        |
| 入口温度   |               |               | 620度                  |                        |                        |
| 回転数     | 回転数        | 回転数        | 16,000 rpm             | 15,000 rpm             | 11,000 rpm             |
| 空気流量   | 空気流量      | 空気流量      |                        |                        | 14.8 kg/s              |
| 燃料消費量 | 燃料消費量    | 燃料消費量    |                        |                        | 800 kg/h               |
| 推力       | 推力          | 推力          | 300 kg                 | 275 kg                 | 475 kg                 |
| 出典       | 出典          | 出典          | [ 3 ]                  | [ 3 ]                  | [ 4 ]                  |